# Neudorf-Platendorf
Neudorf-Platendorf is een dorp in de Duitse gemeente Sassenburg in de deelstaat Nedersaksen. De veenkolonie ligt langs een kaarsrechte weg van ongeveer 6 kilometer ten noorden van het dorp Triangel. Het dorp ontstond vanuit twee kernen, Neudorf en Platendorf die gesticht werden aan het einde van de achttiende eeuw.
In 1974 fuseerde het dorp met een aantal omliggende gemeenten tot de gemeente Sassenburg.
- Gemeinsame Normdatei: 4440245-4
- Virtual International Authority File: 243172050